# Juan Grompone
Juan Arturo Grompone Carbonell (Montevideo, 26 de agosto de 1939) es un ingeniero industrial, profesor, informático y escritor uruguayo.

## Biografía
Hijo de María Carbonell y Antonio Grompone. Juan Grompone es ingeniero industrial (opción Comunicaciones) egresado de la Facultad de Ingeniería de la Universidad de la República. Premio Ingeniero Eminente por la Región Latinoamericana (IEEE, 1991) y Maimónides (B'nai B'rith del Uruguay, 2002) por la trayectoria en el área de Informática. Miembro de la Academia Nacional de Ingeniería, Uruguay, desde 1993. Miembro de la Academia Nacional de Letras del Uruguay desde 1996. Asesor del Plan Ceibal hasta el año 2007.
Tiene una biblioteca personal con más de cinco mil libros.
También más de 200 artículos, libros de lógica, epistemología, divulgación científica, literatura y otras áreas, y ganó el primer premio en narrativa en 1991 y el primer premio en ciencias sociales en 2015, otorgados por el MEC.

## Obras
| Año  | Título                                                                   | ISBN              | Editorial                  | Otros                                    |
| ---- | ------------------------------------------------------------------------ | ----------------- | -------------------------- | ---------------------------------------- |
| 1969 | Curso de electromagnetismo                                               |                   | Labor, Barcelona           | versión electrónica.                     |
| 1973 | Las leyes de El Capital                                                  |                   |                            | versión electrónica.                     |
| 1991 | Ciao napolitano!                                                         | 9974-592-01-1     | La Flor del Itapebí        |                                          |
| 1990 | Asesinato en el Hotel de Baños                                           | 9974-592-00-3     | La Flor del Itapebí (2009) |                                          |
| 1992 | Yo hombre, tú computadora                                                | 9974-592-02-X     | La Flor del Itapebí        |                                          |
| 1994 | La conexión MAM                                                          | 9974-592-03-8     | La Flor del Itapebí        |                                          |
| 2001 | La danza de Shiva V                                                      | 9974-592-17-8     | La Flor del Itapebí        | La Construcción del futuro               |
| 2002 | Rosa del tercer milenio                                                  | 9974-592-19-4     | La Flor del Itapebí        | y otros cuentos.                         |
| 2009 | La Danza de Shiva II                                                     | 978-9974-592-26-1 | La Flor del Itapebí        | Las Sociedades Feudales                  |
| 2011 | El paradigma del laberinto                                               | 978-9974-592-29-2 | La Flor del Itapebí        |                                          |
| 2012 | Nirvana dos                                                              | 978-9974-592-30-8 | La Flor del Itapebí        |                                          |
| 2013 | La danza de Shiva I                                                      | 978-9974-49-660-6 | Fin de Siglo               | El nacimiento de las sociedades de clase |
| 2014 | La danza de Shiva V                                                      | 978-9974-49-771-7 | Fin de Siglo               | La construcción del futuro               |
| 2015 | El incidente Malvinas                                                    | 978-9974-592-33-9 | La Flor del Itapebí        | y otros casos de Arrebarren              |
| 2017 | Estudios sobre lógica dialéctica                                         | 978-9974-592-34-6 | La Flor del Itapebí        | versión electrónica.                     |
| 2017 | Ejercicios de mecánica, 1961, 1962, Eladio Dieste (Editor Juan Grompone) |                   |                            | versión electrónica.                     |
| 2018 | Operación culebra                                                        | 978-9974-499-24-9 | Fin de Siglo               |                                          |
| 2019 | Marx hoy                                                                 | 978-9974-499-81-2 | Fin de Siglo               |                                          |
| 2020 | La última muerte de Olof Palme                                           | 978-9974-592-36-0 | La Flor del Itapebí        |                                          |